# 퍼셉핀
퍼셉핀(영어: Persephin)은 GDNF 계열의 신경 영양 인자이다. 퍼셉핀은 GDNF 계열의 두 구성원인 GDNF 및 뉴투린과 비교하여 아미노산 서열에서 약 40% 유사성을 공유한다.

## 기능
퍼셉핀은 GDNF 패밀리의 다른 구성원보다 덜 강력한 것으로 밝혀졌다. 타이로신 하이드록실화 효소 면역 반응성 신경 세포의 생존과 형태학적 분화를 지지하는 것으로 밝혀졌지만 GDNF와 뉴투린보다는 덜하다. 발달 중인 신경 세포에서 퍼셉핀의 전령 RNA 수준은 다른 신경 영양 인자에 비해 낮았지만, 배아 신경 세포에서 상대적으로 높은 수준의 퍼셉핀 전령 RNA가 발견되었다.
GDNF 패밀리 리간드의 다른 구성원과 유사하게, 퍼셉핀은 타이로신 키네이스 신호 전달 성분 Ret와 글리코실포스파티딜린시톨(GPI) 고정 수용체(GFRα) 단위로 구성된 수용체를 사용한다. 퍼셉핀은 GFRα4에 특이적으로 결합한다.
퍼셉핀은 CNS와 PNS의 두 뉴런 모두에 작용하지만 신장 라모겐으로도 작용하는 능력이 있다.

## 구조
다른 GDNF 패밀리 리간드와 달리 퍼셉핀은 여러 개의 RXXR 절단 부위가 아닌 하나의 RXXR 절단 부위만 포함하므로 한 길이의 기능성 펩타이드만 만들 수 있다.

## 치료
퍼셉핀은 파킨슨병 및 운동 신경 세포에 영향을 미치는 기타 질병과 같은 신경퇴행성 질환의 치료 치료제로 사용될 가능성이 있다. 퍼셉핀은 GDNF와 같은 다른 GFL에 비해 더 선택적으로 작용하기 때문에 기전 기반 합병증을 더 적게 생성하여 더 강력한 치료 표적이 될 수 있다.

## 같이 보기
- 신경영양인자